# Thomas Stevens Stevens
Thomas Stevens Stevens (auch Thomas Stevens oder Tommy Stevens; * 8. Oktober 1900 in Renfrew; † 13. November 2000) war ein schottischer Chemiker und Hochschullehrer. Drei Namensreaktionen gehen auf ihn zurück: die Stevens-Umlagerung, die McFadyen-Stevens-Reaktion und die Bamford-Stevens-Reaktion.

## Leben und Werk
Stevens absolvierte nach Privatunterricht bei seiner Mutter und dem Schulbesuch in Paisley und Glasgow ein naturwissenschaftliches Studium an der Universität Glasgow mit Bachelorabschluss 1921.
Nach einem Jahr als Assistent bei S. Horwood Tucker ging er 1923 als William Ramsay Memorial Fellow ans Lincoln College in Oxford zu William Henry Perkin junior, wo er 1925 promoviert wurde. Als Assistent kehrte Stevens nach Glasgow zurück und durchlief zunächst dort bis 1947 und anschließend an der Universität Sheffield eine akademische Karriere bis zum Professor 1963.
Stevens trat 1966 in den Ruhestand.
Stevens untersuchte zunächst Methoden zur Synthese von Alkaloiden, später auch Reaktionsmechanismen, insbesondere von Umlagerungsreaktionen.

## Mitgliedschaften und Ehrungen
- 1963: Mitglied der Royal Society of London
- 1964: Mitglied der Royal Society of Edinburgh[3]
- 1985: Ehrendoktor der Universität Glasgow

## Publikationen (Auswahl)
- mit W. E. Watts: Selected molecular rearrangements. London: Van Nostrand-Reinhold, 1973.
- mit W. R. Bamford: The decomposition of toluene-p-sulphonylhydrazones by alkali. J. Chem. Soc. (1952), S. 4735–4740. doi:10.1039/JR9520004735
- mit A. H. Wragg, J. S. McFadyen: The rearrangement of sulphinic esters. J. Chem. Soc. (1958), S. 3603–3605. doi:10.1039/JR9580003603
- mit W. P. Cochrane, P. L. Pauson and T. S. Stevens: Synthesis of 3-oxabicyclo[3,1,1]heptanes by rearrangement of 3-oxaspiro[3,3]heptanes. J. Chem. Soc. C (1969), S. 2346–2348. doi:10.1039/J39690002346
- mit W. G. C. Forsyth und S. F. Marrian: The alkaloids of Gelsemium sempervirens. Part I. J. Chem. Soc. (1945), S. 579–582. doi:10.1039/JR9450000579